# Batterie Todt
Pour les articles homonymes, voir Todt.
La batterie Todt est une batterie d'artillerie côtière allemande de la Seconde Guerre mondiale située dans le hameau d'Haringzelles, commune d'Audinghen, dans la partie sud du cap Gris-Nez.
Elle constitue le 7e plus gros ouvrage de l'Armée allemande durant la Seconde guerre mondiale et se classe deuxième des plus importantes batteries côtières du mur de l'Atlantique, derrière la batterie Lindemann en puissance de feu.
Elle est en effet équipée de quatre canons de marine de 380 mm d'une portée maximale de 55,7 kilomètres, en capacité d'atteindre la côte anglaise, chacun de ses quatre canons étant installé dans une importante casemate de béton armé.

## Histoire
Sa construction débute dès août 1940 et se termine en automne 1941. Conçue à l'origine pour appuyer l'opération Seelöwe, elle est officiellement inaugurée le 15 mars 1942 en présence de hauts dignitaires de la Kriegsmarine.
La batterie Todt tire son premier obus lors de sa construction par la tour no 1 fin septembre 1940. Cela sera relaté dans les journaux allemands de l'époque en titrant « La batterie Siegfried a tiré sur l'Angleterre ».
Initialement nommée « batterie Siegfried », elle est rebaptisée « batterie Todt » en l'honneur de l'ingénieur nazi Fritz Todt, créateur de l'Organisation Todt mort deux jours avant l'inauguration dans un accident d'avion.
Le 29 septembre 1944, elle est prise par les troupes canadiennes des North Nova Scotia Highlanders après un intense bombardement aérien des 26 et 28 septembre 1944 et un pilonnage d’artillerie le matin même.

## Garnison
La batterie comporte une garnison de quelque 390 hommes (quatre officiers, 49 sous-officiers et 337 marins) appartenant au 242e bataillon d'artillerie côtière de la Kriegsmarine (Marineartillerieabteilung 242). Elle est commandée en premier lieu par le Kplt MA Wilhelm Günther, et en dernier lieu par l'Oblt MA Klaus Momber. Son occupation dura jusqu'à sa libération le 29 septembre 1944

## Musée et site actuel

### Musée
La casemate no 1 abrite aujourd'hui un musée sur la Seconde Guerre mondiale.
À l'extérieur, de nombreux objets de la Seconde Guerre mondiale sont exposés: un canon antiaérien de 88 mm, un véhicule de transport de troupes OT-810 (variante tchèque du SdKfz 251), un canon antichar modèle 7,5-cm PaK 40 de 75 mm, une porte belge (barrière anti-char) et quelques exemplaires de hérissons tchèques.
Pièce de choix unique en Europe
Un canon d'artillerie de marine « K5 » de calibre 280 mm monté sur rail, dont la portée dépassait 62 km voire 86 km avec des munitions spéciales. Ce canon est unique en Europe, l'autre étant exposé aux États-Unis.
Le site des carrières de Rinxent présente un dôme de protection destiné à recevoir ce genre de canon. Il est distant du musée de 12 km. Ce canon n'était pas installé à l'époque dans la batterie Todt. Il était en dépôt jusqu'au début des années 1990 à Tarbes (dans son arsenal)

### Autres casemates

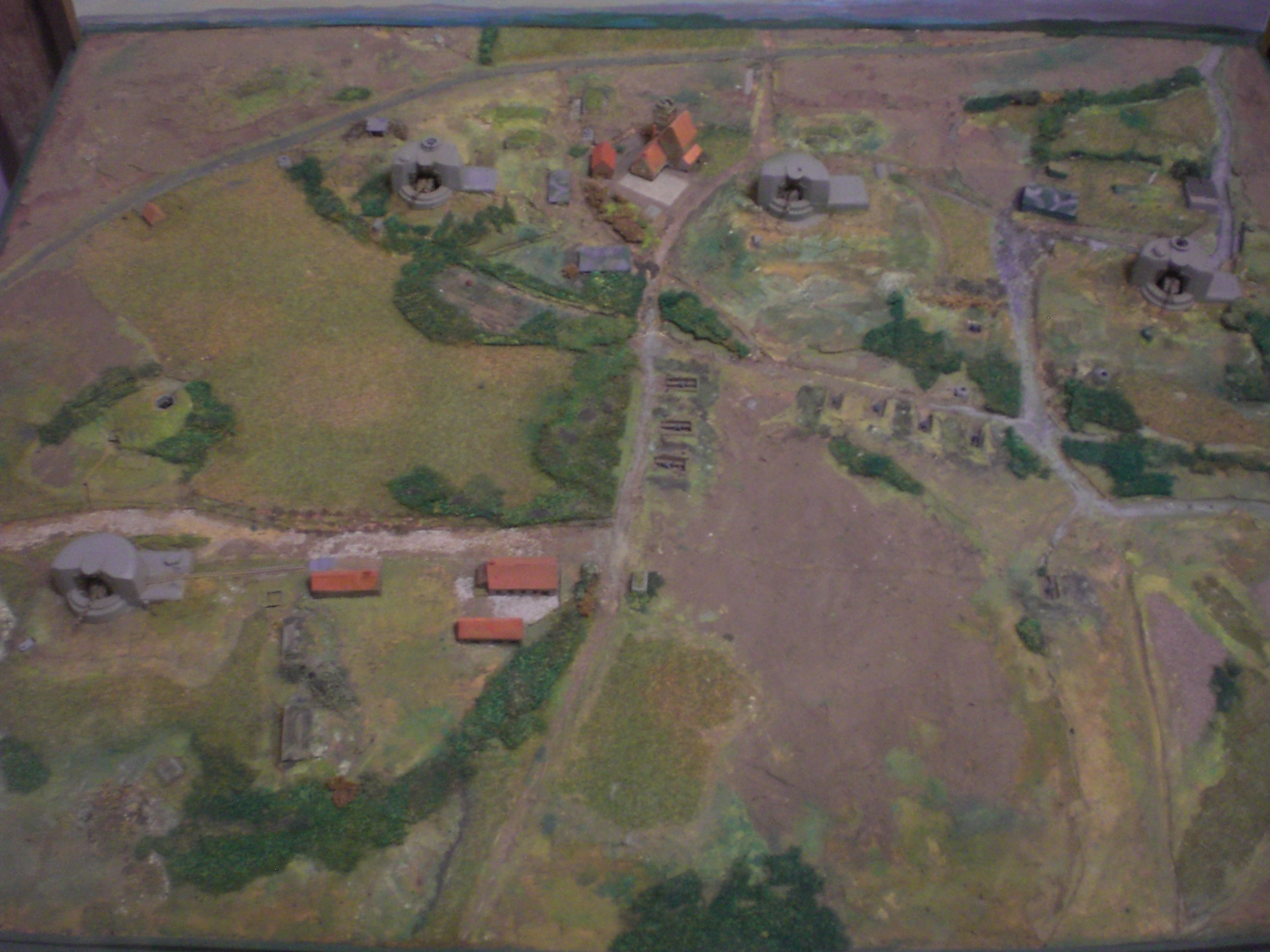
Maquette situant l'emplacement des quatre casemates.

La casemate no 4 (accès non libre car sur terrain privé) abrite des caricatures de Winston Churchill, des symboles du Troisième Reich, citations et dictons allemands dessinés par les soldats lors de son occupation. Des graffitis plus récents recouvrent en partie ces inscriptions d'époque qui restent encore relativement visibles.
Les casemates no 2 (enfouie dans la végétation) et 3 sont sur un terrain appartenant au Conservatoire du Littoral.

## Galeries

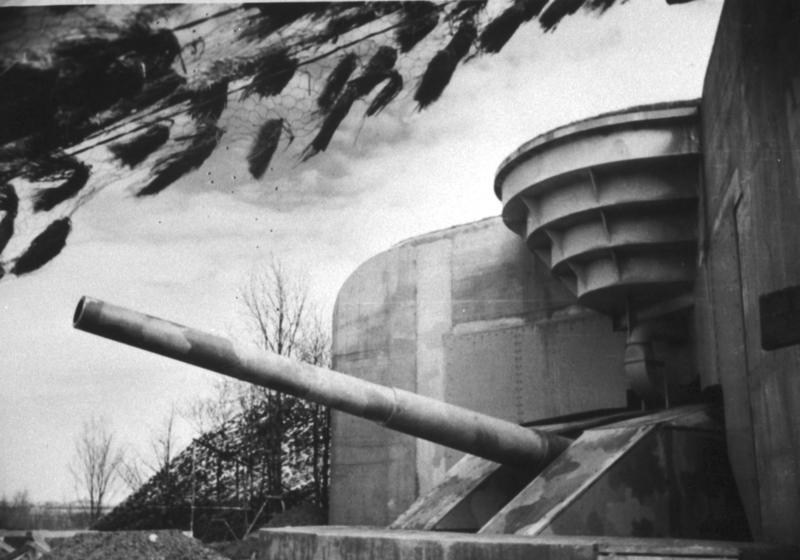
Vue d'époque d'une pièce de 380 mm.
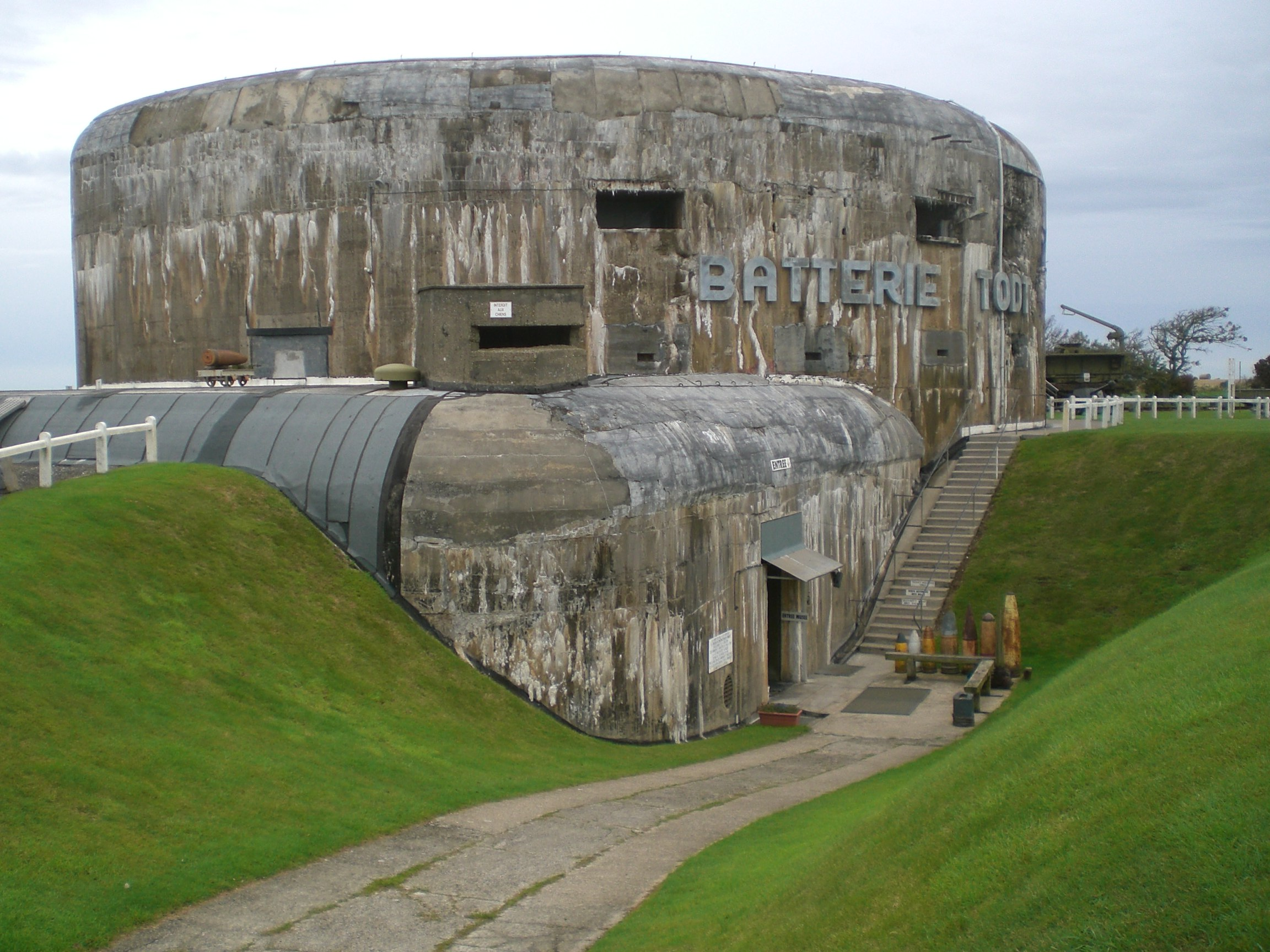
La casemate no 1 et l'entrée du musée.
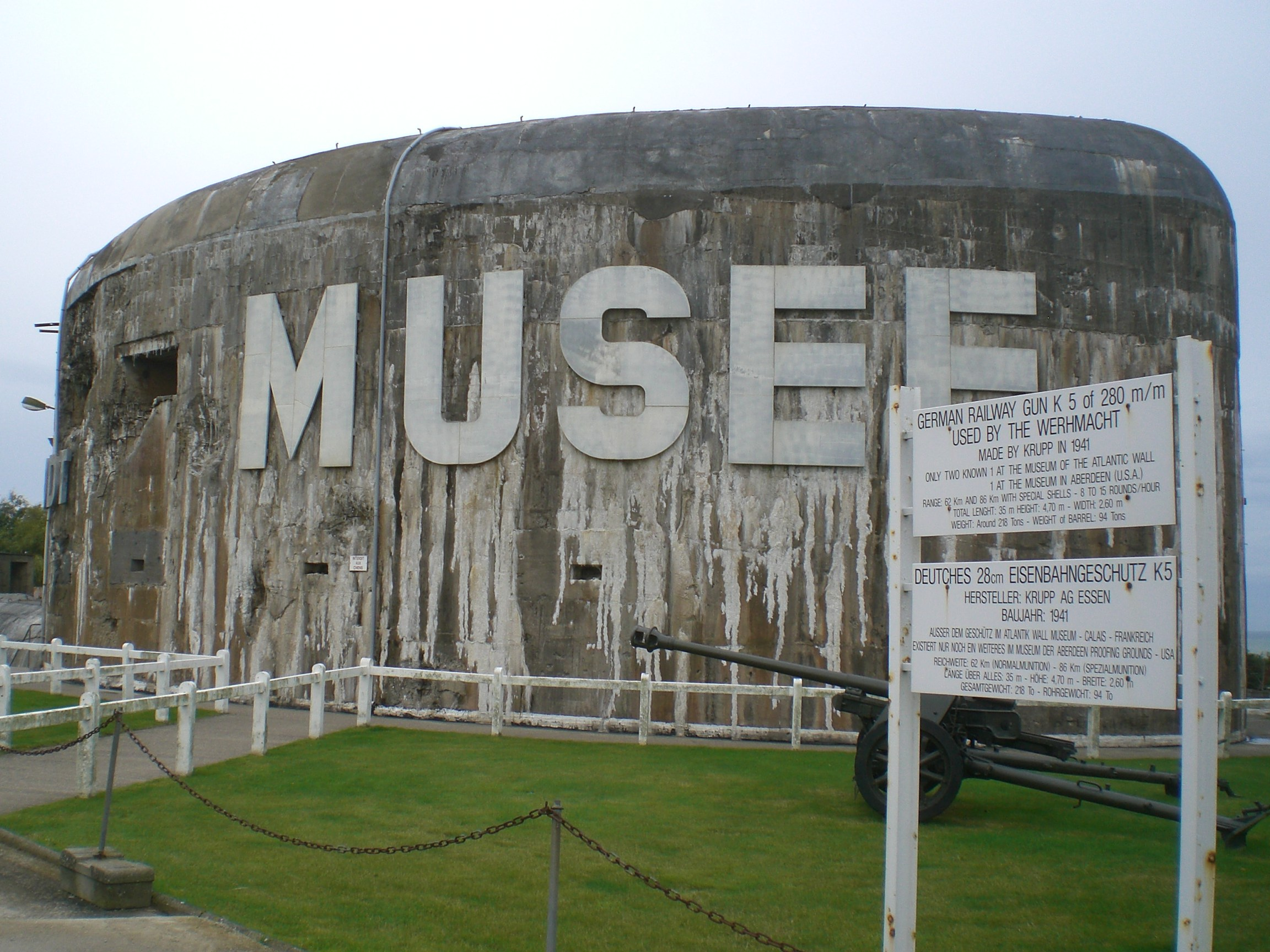
La casemate no 1 transformée en musée.
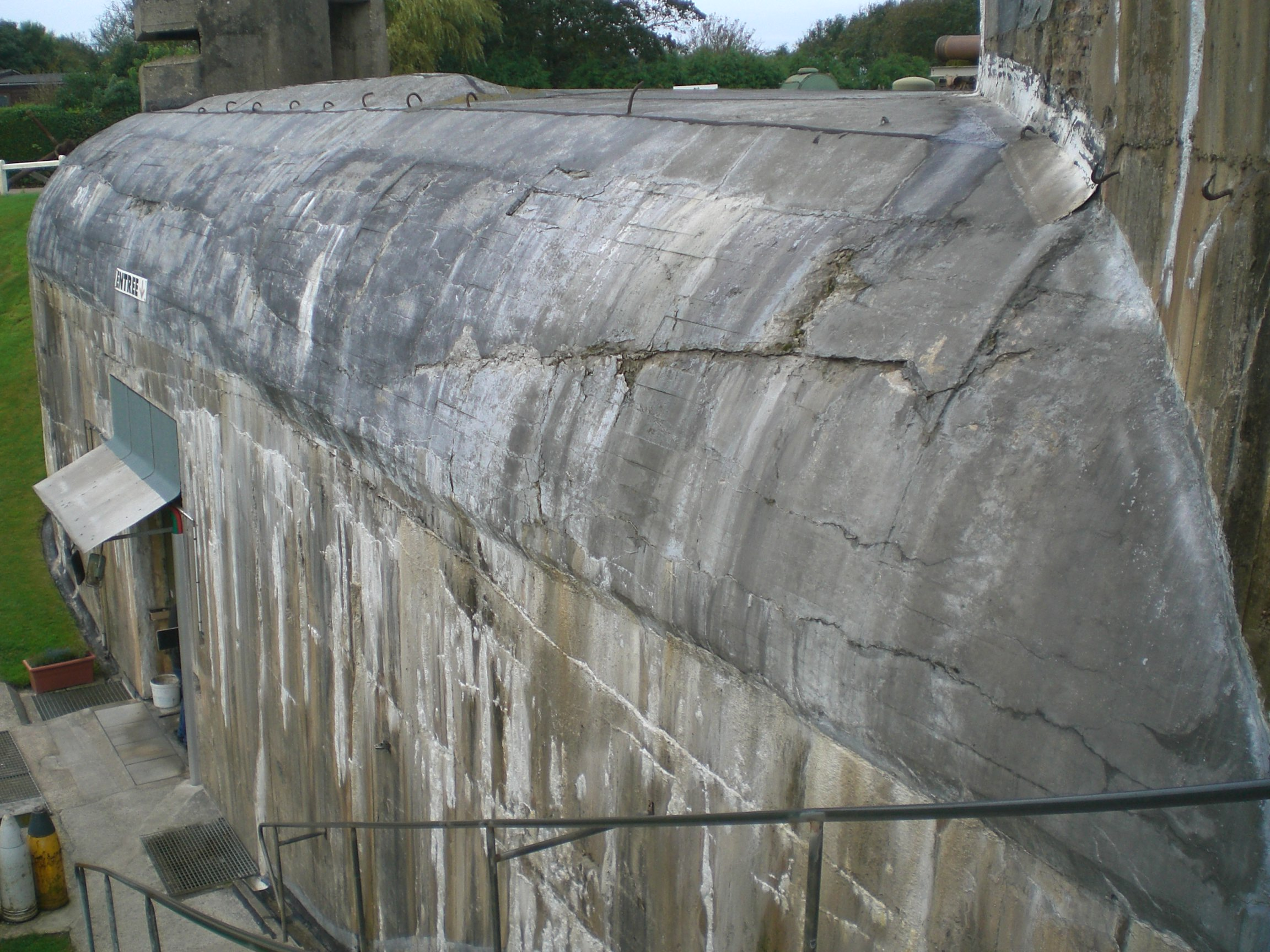
Vue rapprochée.

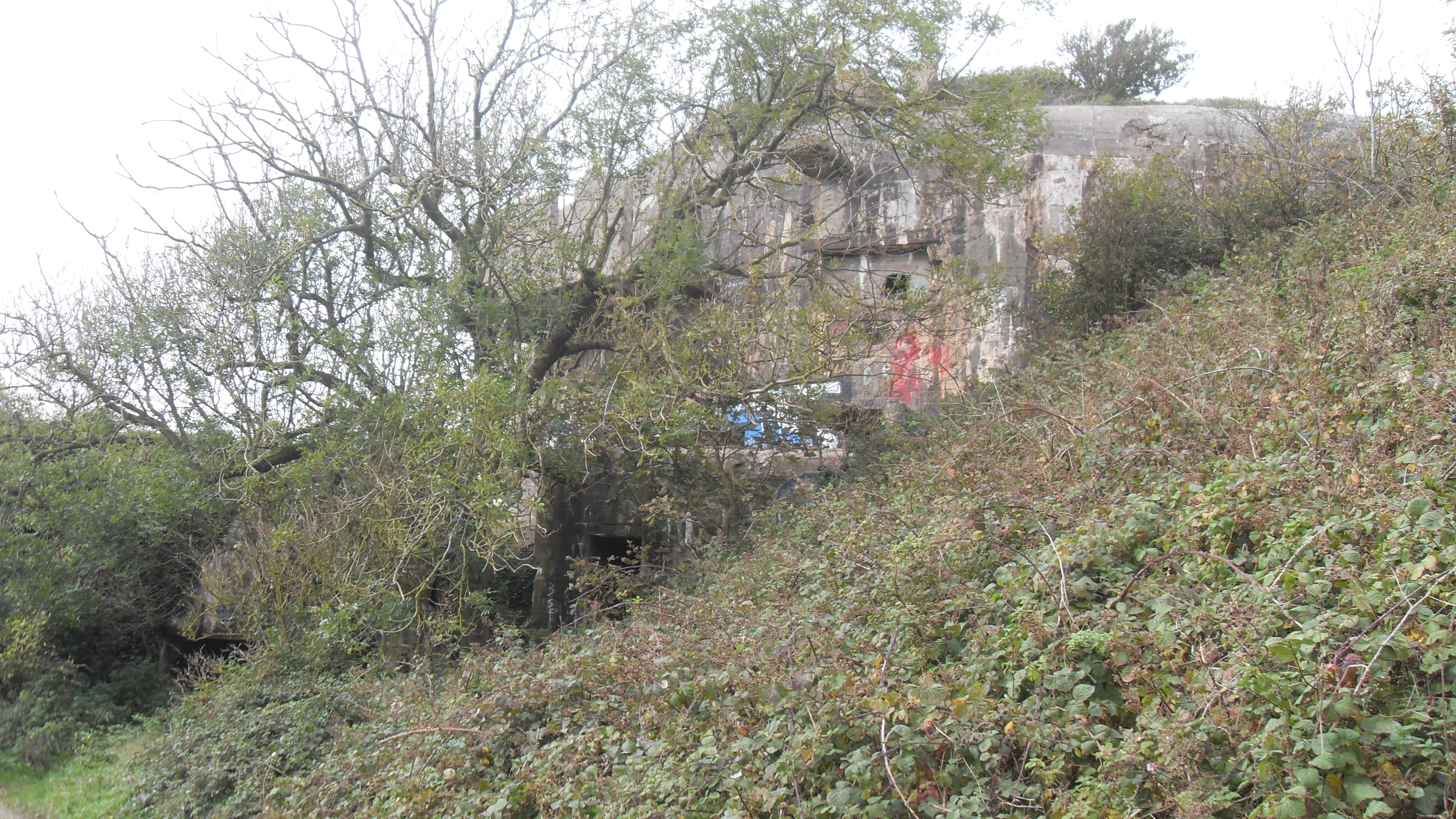
Casemate n°4 sous les frondaisons.
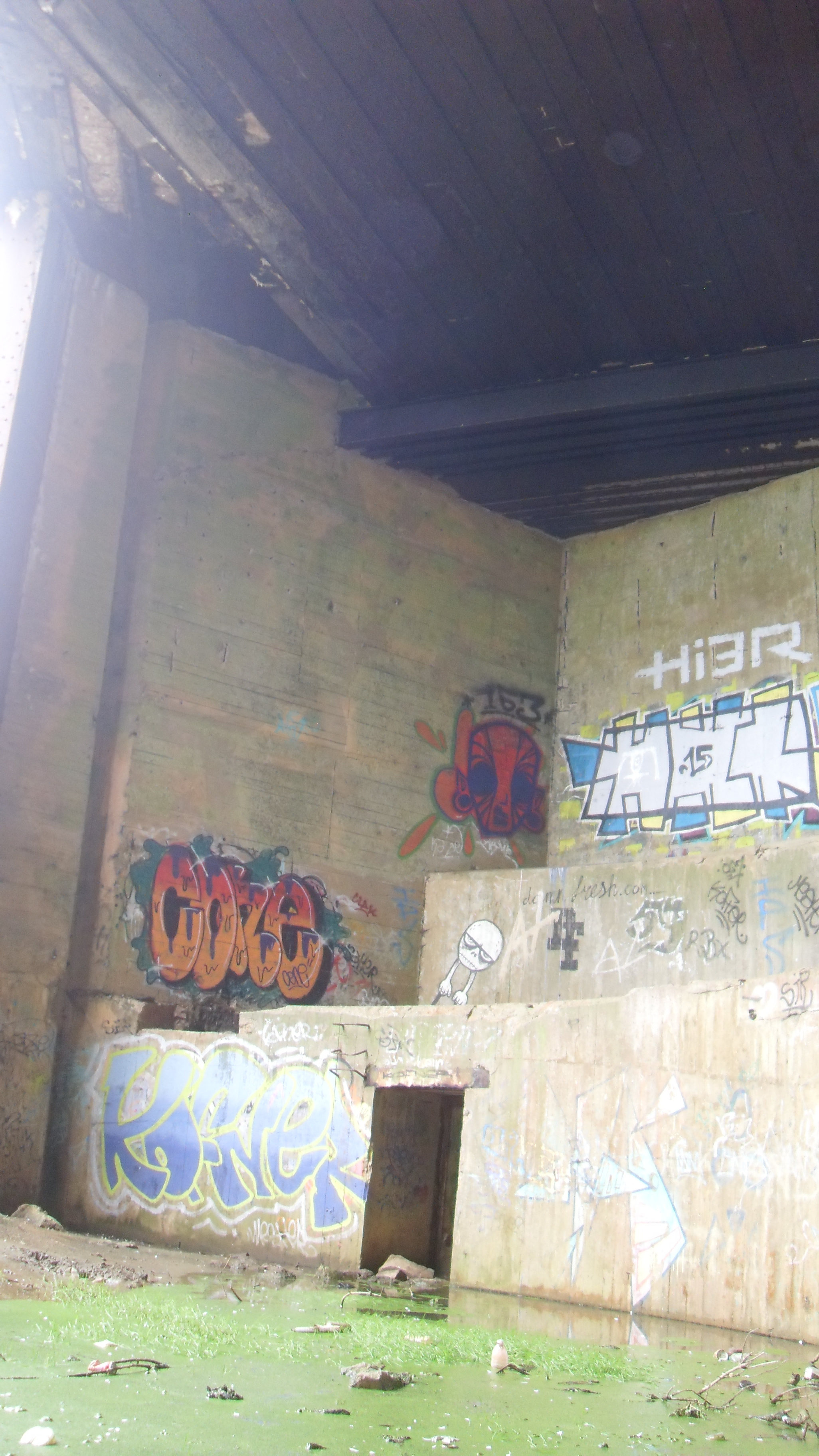
Casemate n°4 : intérieur.
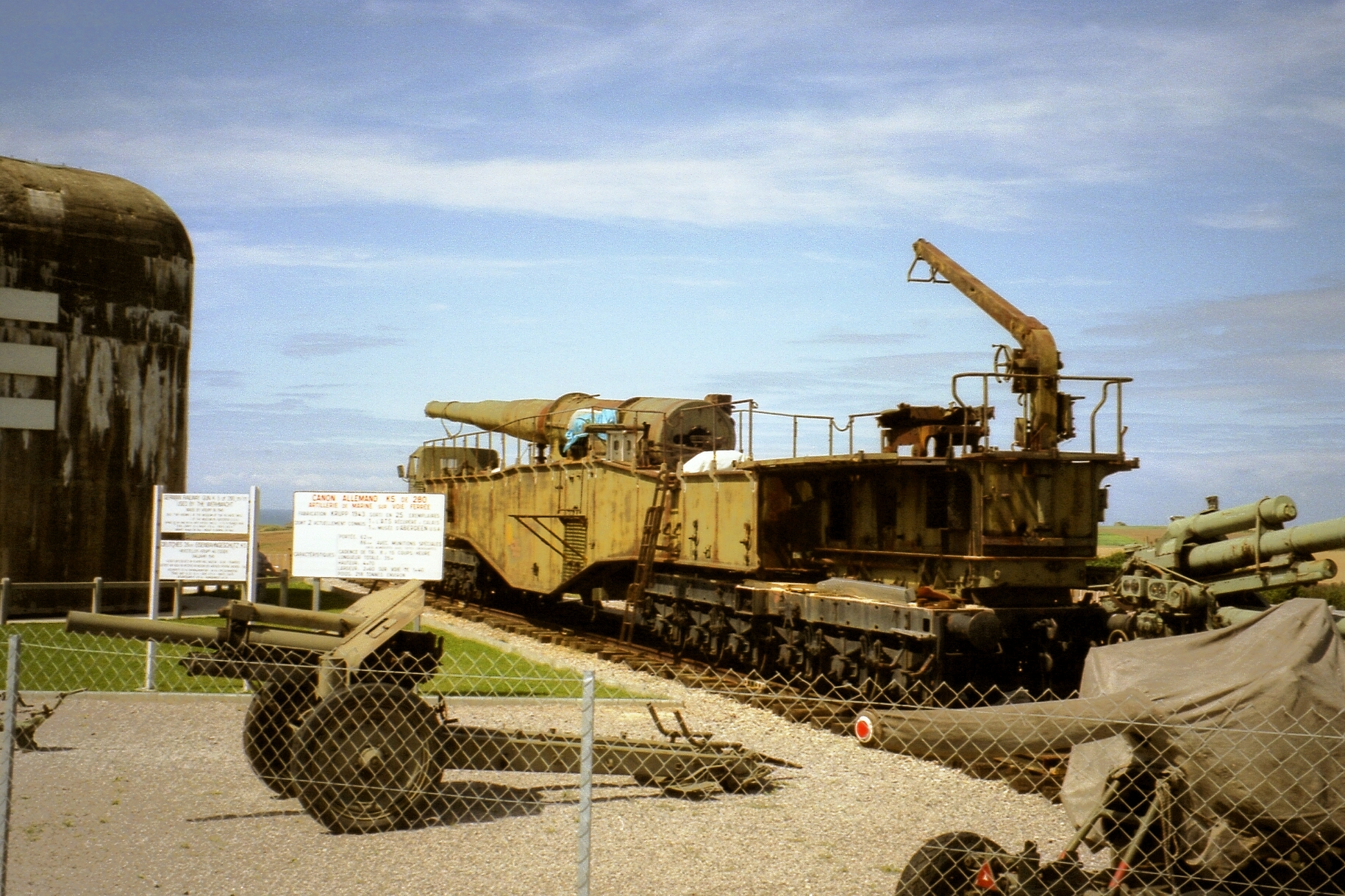
Le canon dans son état de 1993.
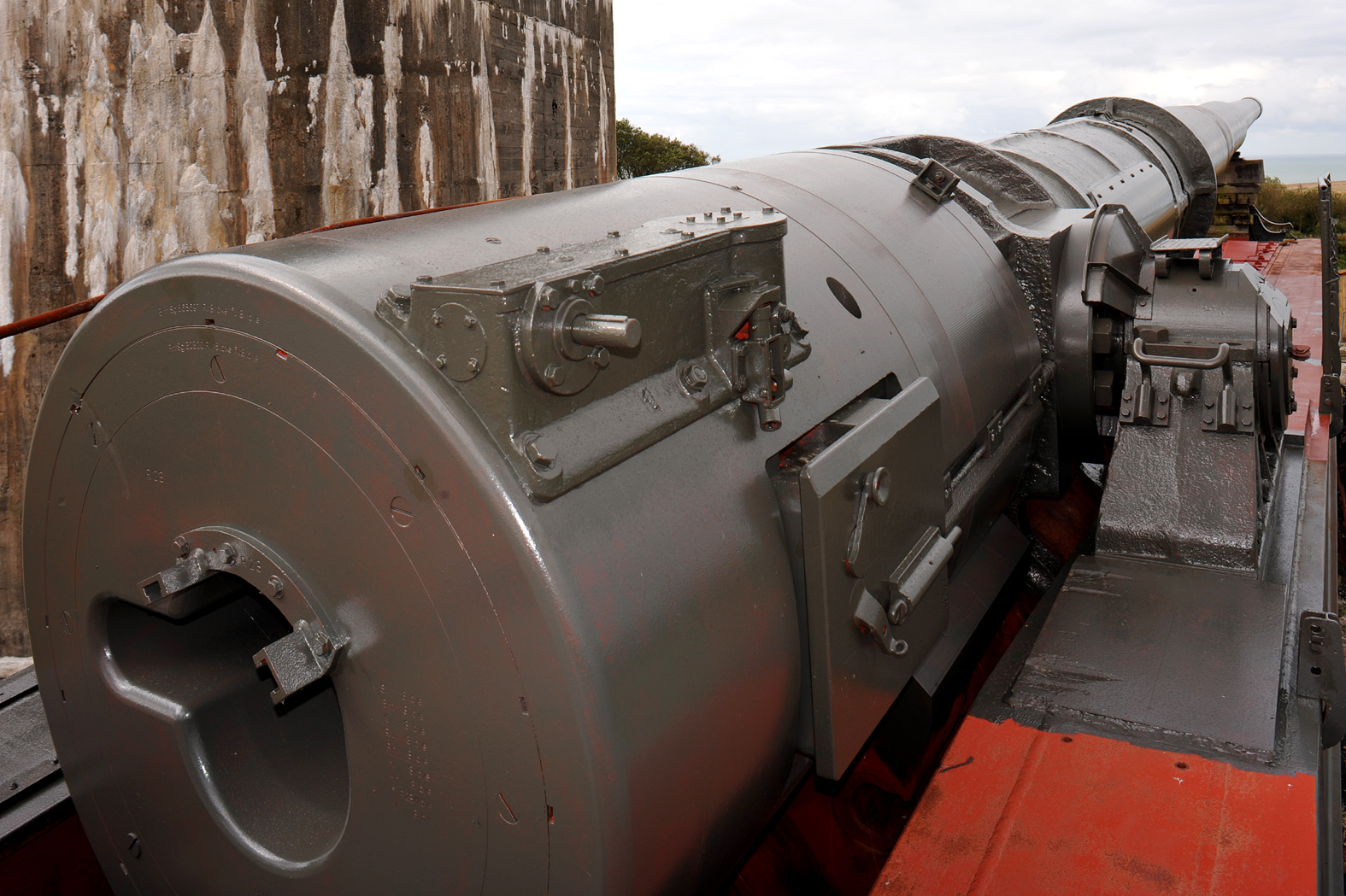
Le tube du canon K5 restauré.
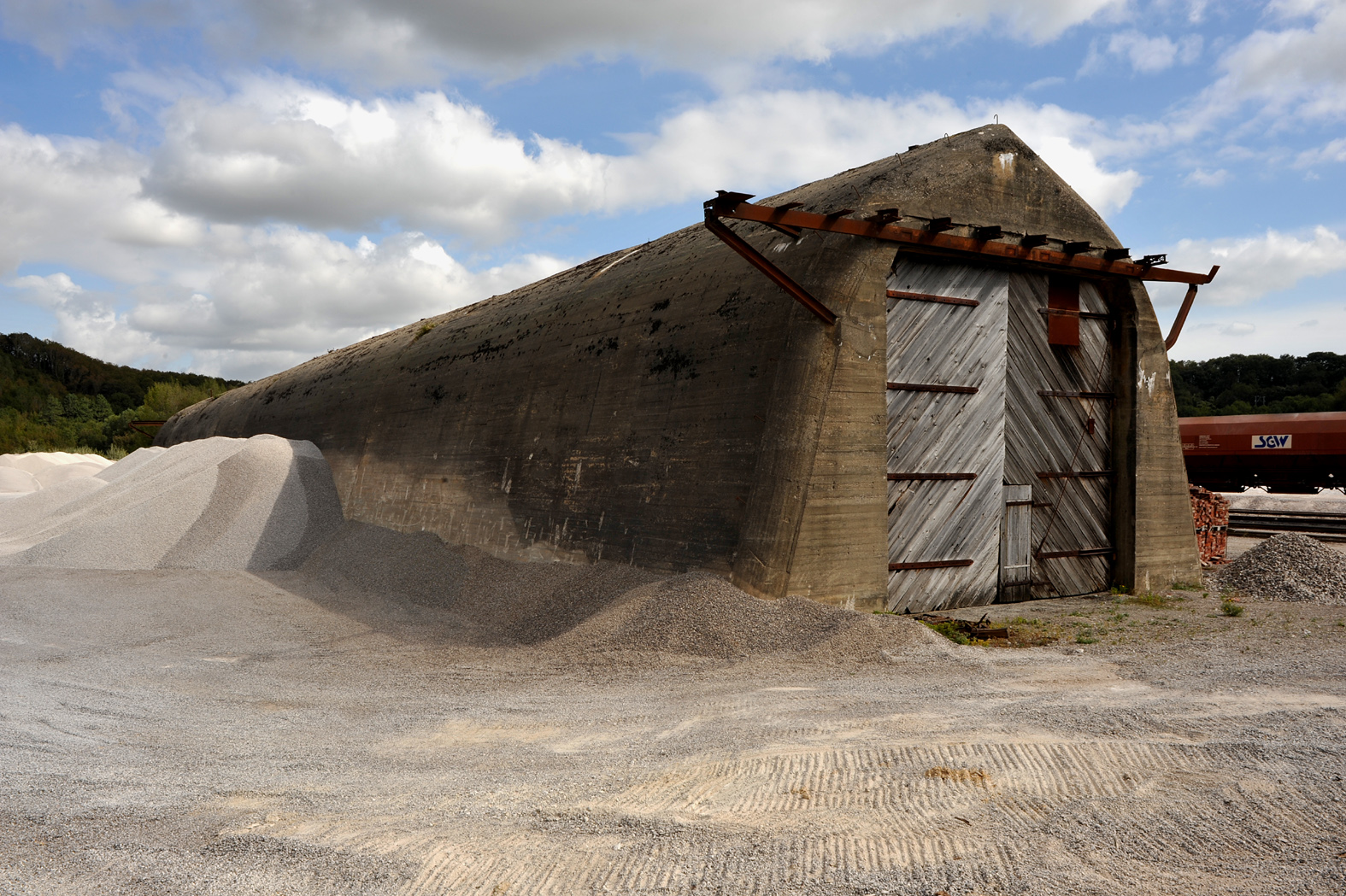
Exemplaire de dôme de protection du canon à Hydrequent.